# Isolembidium anomalum
Isolembidium anomalum là một loài rêu tản trong họ Lepidoziaceae. Loài này được (Rodway) Grolle miêu tả khoa học lần đầu tiên năm 1979.